# Villeton (Lot-et-Garonne)
Pour les articles homonymes, voir Villeton.
Villeton est une commune du Sud-Ouest de la France située dans le département de Lot-et-Garonne, en région Nouvelle-Aquitaine.

## Géographie

### Localisation
Commune située sur la Garonne, à 2 km au sud de Tonneins dans le Queyran.

### Communes limitrophes
Les communes limitrophes sont Lagruère, Calonges, Monheurt, Puch-d'Agenais, Razimet et Tonneins.
|          | Lagruère       |          |
| Calonges | Villeton       | Tonneins |
| Razimet  | Puch-d'Agenais | Monheurt |

### Hydrographie
Le territoire communal est irrigué par de nombreux ruisseaux dont les plus importants sont l'Ourbise qui le traverse du sud-ouest au nord-ouest puis fait office de limite nord avec Lagruère et le ruisseau de la Cave qui en traverse la partie sud-est.
La commune est également traversée du sud-est au nord-ouest par le canal latéral à la Garonne et abrite l'écluse no 42, dite de la Gaule dont la maison éclusière a été aménagée en café-restaurant, et l'écluse no 43, dite de la Gaulette.
Une halte nautique est aménagée à proximité de la mairie du village, au lieu-dit Lacassore.

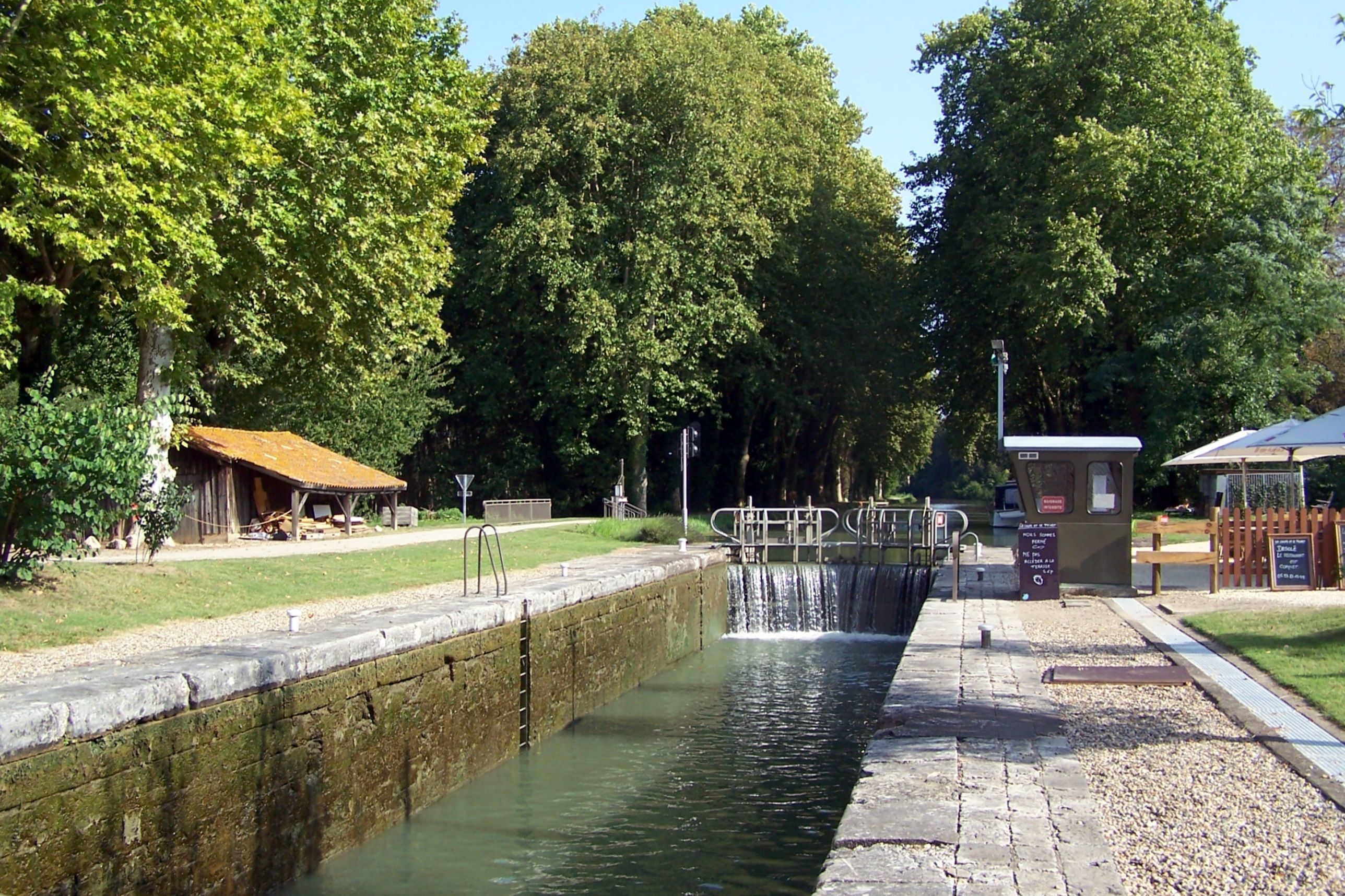
L'écluse no 42 de la Gaule.
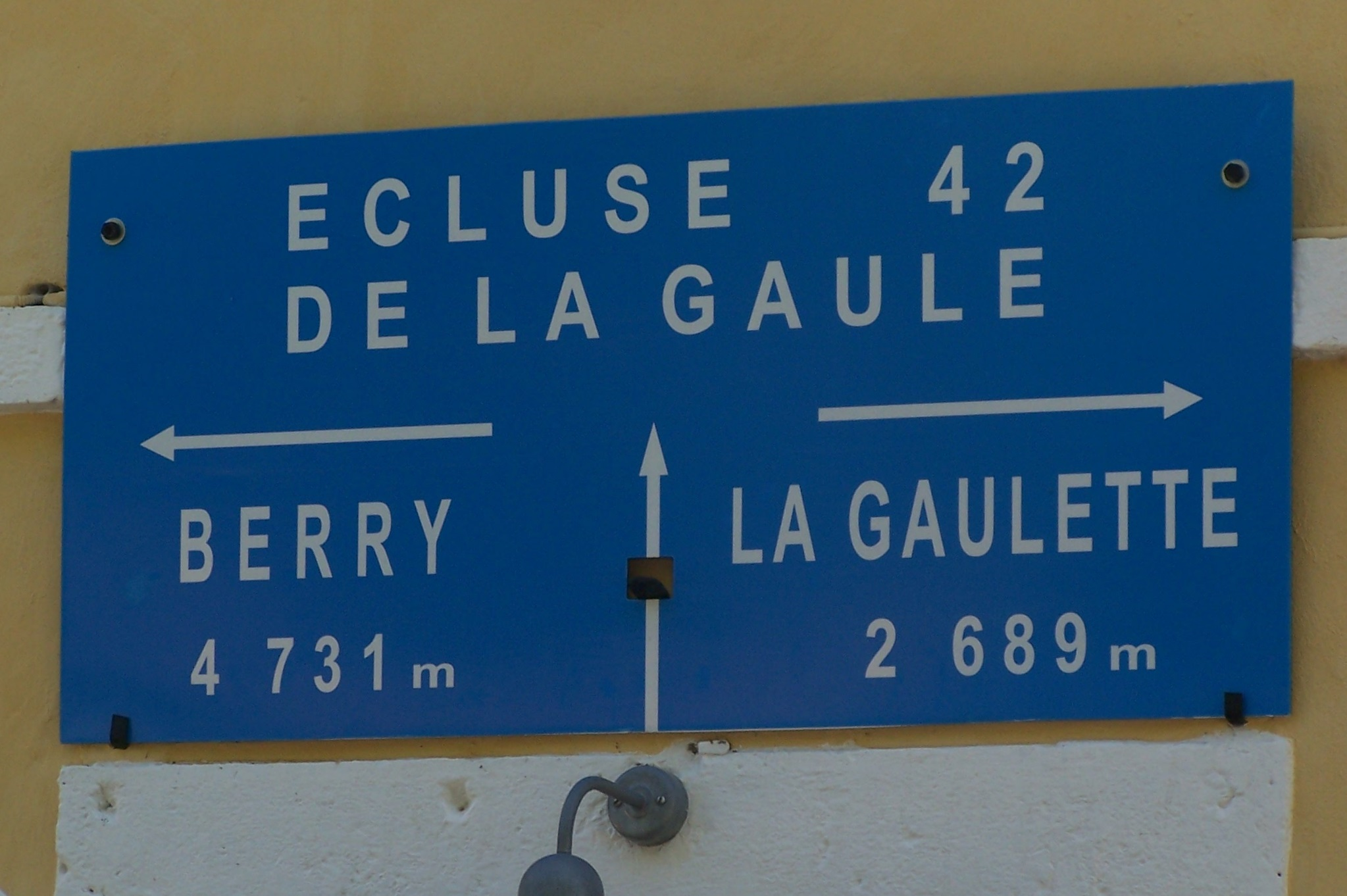
Panneau sur la maison éclusière.
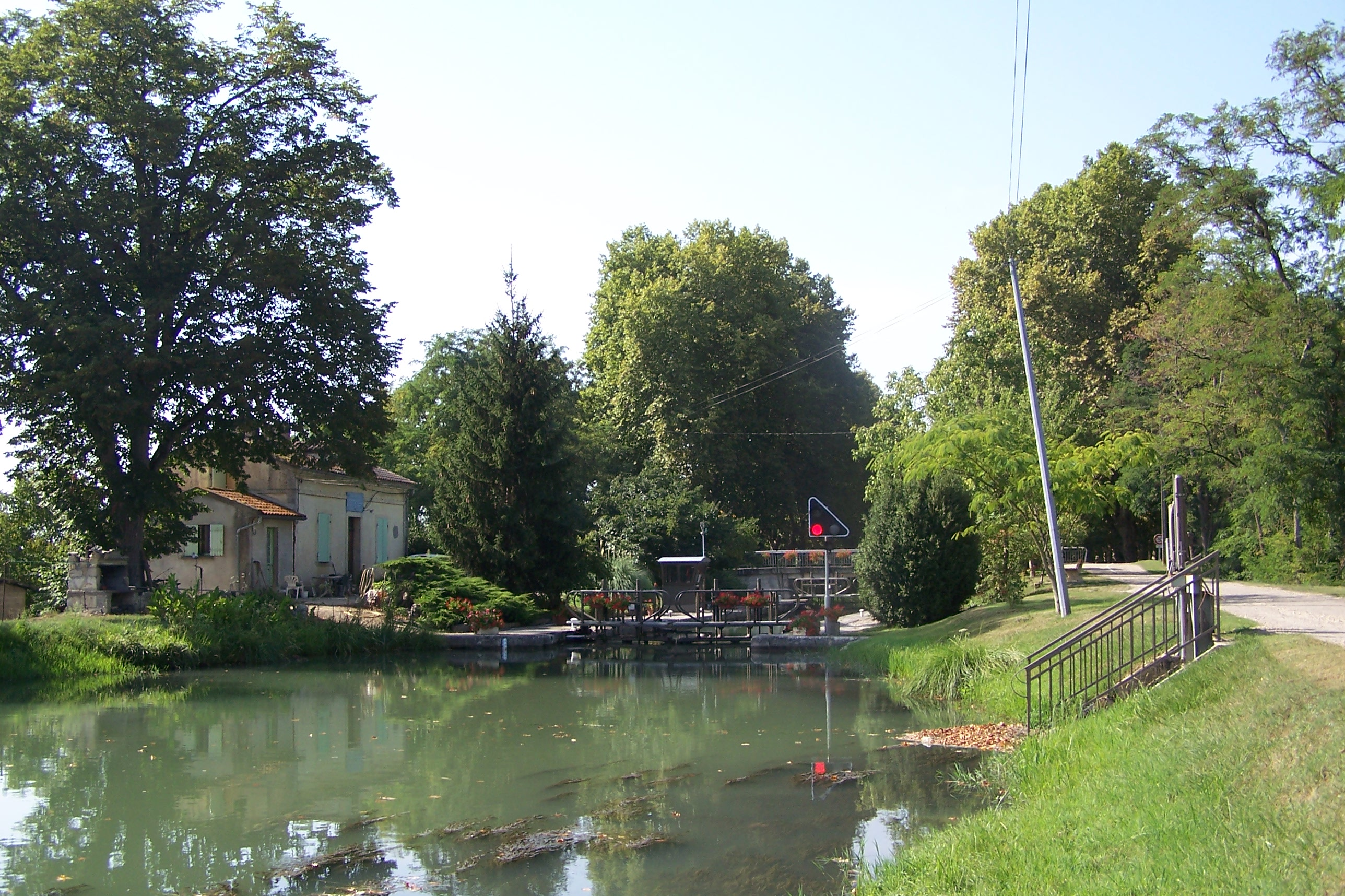
L'écluse no 43 de la Gaulette.
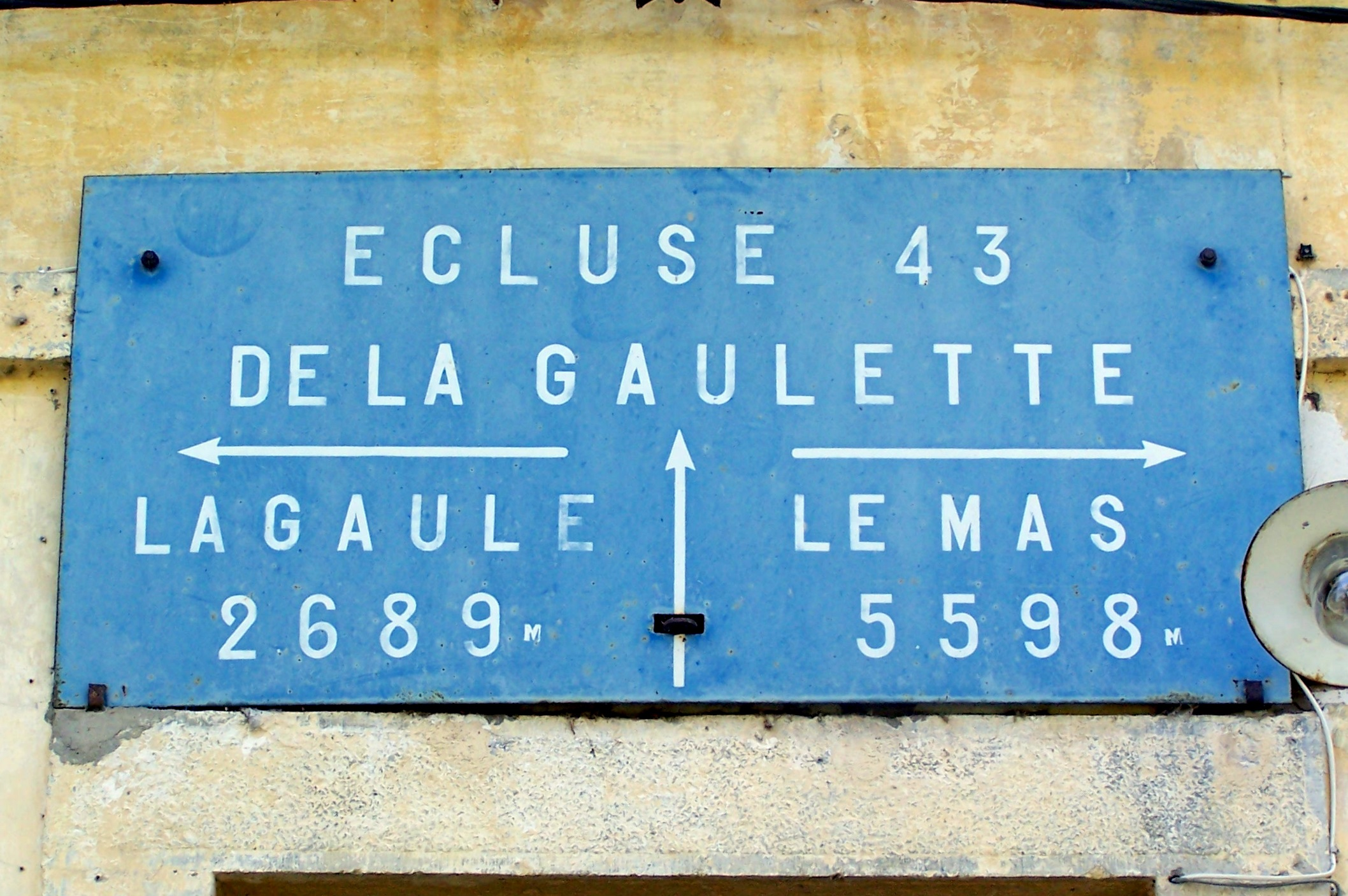
Panneau sur la maison éclusière.
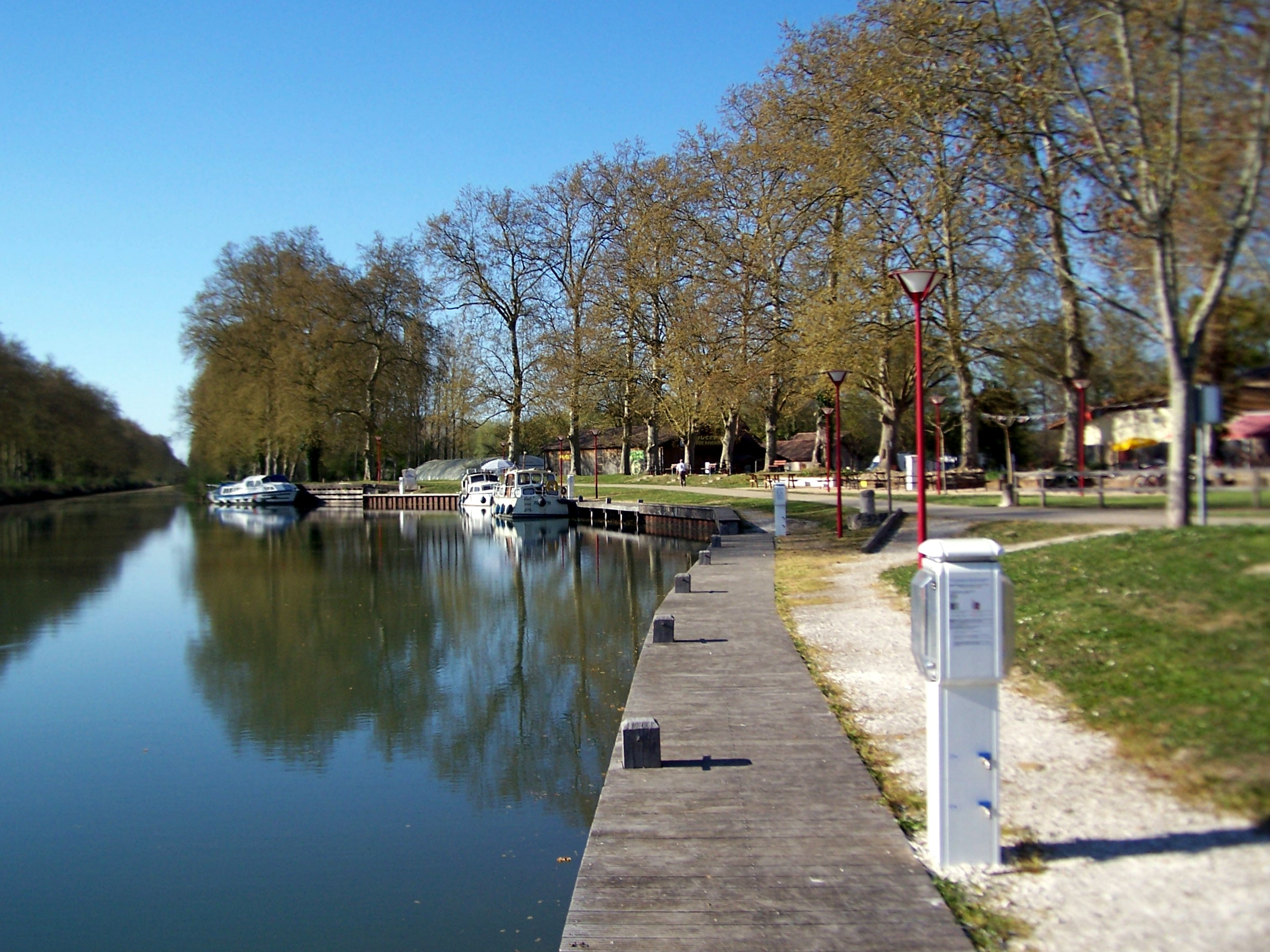
La halte nautique.

### Climat
Pour des articles plus généraux, voir Climat de la Nouvelle-Aquitaine et Climat de Lot-et-Garonne.
Historiquement, la commune est exposée à un climat océanique aquitain.  
En 2020, Météo-France publie une typologie des climats de la France métropolitaine dans laquelle la commune est dans une zone de transition entre le climat océanique et le climat océanique altéré et est dans la région climatique Aquitaine, Gascogne, caractérisée par une pluviométrie abondante au printemps, modérée en automne, un faible ensoleillement au printemps, un été chaud (19,5 °C), des vents faibles, des brouillards fréquents en automne et en hiver et des orages fréquents en été (15 à 20 jours).
Pour la période 1971-2000, la température annuelle moyenne est de 12,8 °C, avec une amplitude thermique annuelle de 15,2 °C. Le cumul annuel moyen de précipitations est de 816 mm, avec 10,9 jours de précipitations en janvier et 6,7 jours en juillet. Pour la période 1991-2020, la température moyenne annuelle observée sur la station météorologique la plus proche, située sur la commune de Verteuil-d'Agenais à 16 km à vol d'oiseau, est de 13,8 °C et le cumul annuel moyen de précipitations est de 821,3 mm,. Pour l'avenir, les paramètres climatiques de la commune estimés pour 2050 selon différents scénarios d’émission de gaz à effet de serre sont consultables sur un site dédié publié par Météo-France en novembre 2022.

## Urbanisme

### Typologie
Au 1er janvier 2024, Villeton est catégorisée commune rurale à habitat dispersé, selon la nouvelle grille communale de densité à sept niveaux définie par l'Insee en 2022.
Elle est située hors unité urbaine. Par ailleurs la commune fait partie de l'aire d'attraction de Tonneins, dont elle est une commune de la couronne,. Cette aire, qui regroupe 11 communes, est catégorisée dans les aires de moins de 50 000 habitants,.

### Occupation des sols

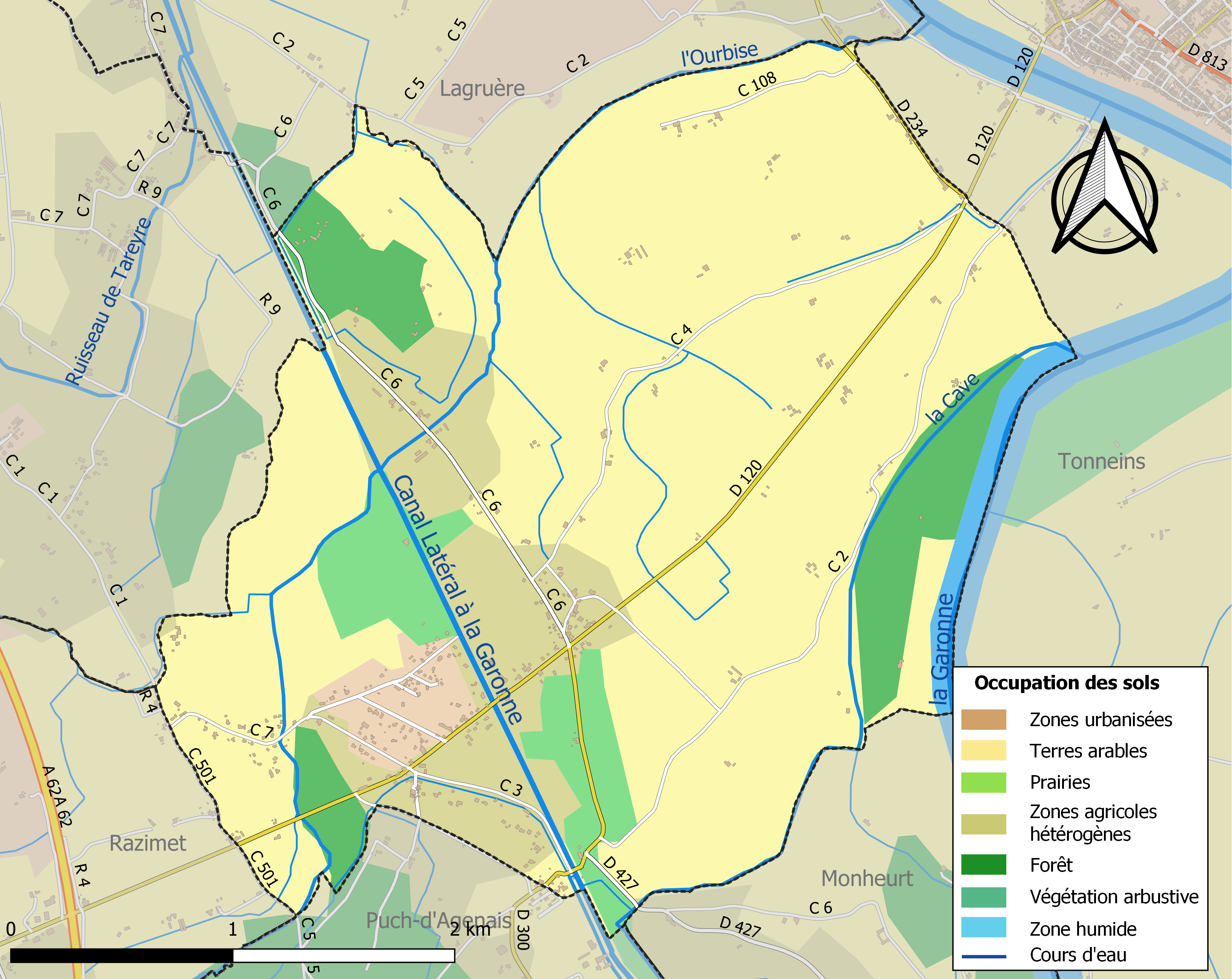
Carte des infrastructures et de l'occupation des sols de la commune en 2018 (CLC).

L'occupation des sols de la commune, telle qu'elle ressort de la base de données européenne d’occupation biophysique des sols Corine Land Cover (CLC), est marquée par l'importance des territoires agricoles (82,9 % en 2018), en diminution par rapport à 1990 (84,7 %). La répartition détaillée en 2018 est la suivante : 
terres arables (69,3 %), zones agricoles hétérogènes (13,5 %), forêts (7,5 %), milieux à végétation arbustive et/ou herbacée (5,7 %), zones urbanisées (2,4 %), eaux continentales (1,6 %). L'évolution de l’occupation des sols de la commune et de ses infrastructures peut être observée sur les différentes représentations cartographiques du territoire : la carte de Cassini (XVIIIe siècle), la carte d'état-major (1820-1866) et les cartes ou photos aériennes de l'IGN pour la période actuelle (1950 à aujourd'hui).

### Risques majeurs
Le territoire de la commune de Villeton est vulnérable à différents aléas naturels : météorologiques (tempête, orage, neige, grand froid, canicule ou sécheresse), inondations, mouvements de terrains et séisme (sismicité très faible). Il est également exposé à un risque technologique, la rupture d'un barrage. Un site publié par le BRGM permet d'évaluer simplement et rapidement les risques d'un bien localisé soit par son adresse soit par le numéro de sa parcelle.

#### Risques naturels
La commune fait partie du territoire à risques importants d'inondation (TRI) de Tonneins et Marmande, regroupant 19 communes concernées par un risque de débordement de la Garonne, un des 18 TRI qui ont été arrêtés fin 2012 sur le bassin Adour-Garonne. Les événements antérieurs à 2014 les plus significatifs sont les crues de 1770, 1875, 1930 et 1952. Des cartes des surfaces inondables ont été établies pour trois scénarios : fréquent (crue de temps de retour de 10 ans à 30 ans), moyen (temps de retour de 100 ans à 300 ans) et extrême (temps de retour de l'ordre de 1 000 ans, qui met en défaut tout système de protection). La commune a été reconnue en état de catastrophe naturelle au titre des dommages causés par les inondations et coulées de boue survenues en 1982, 1983, 1993, 1999, 2009 et 2021,.
Les mouvements de terrains susceptibles de se produire sur la commune sont des tassements différentiels.

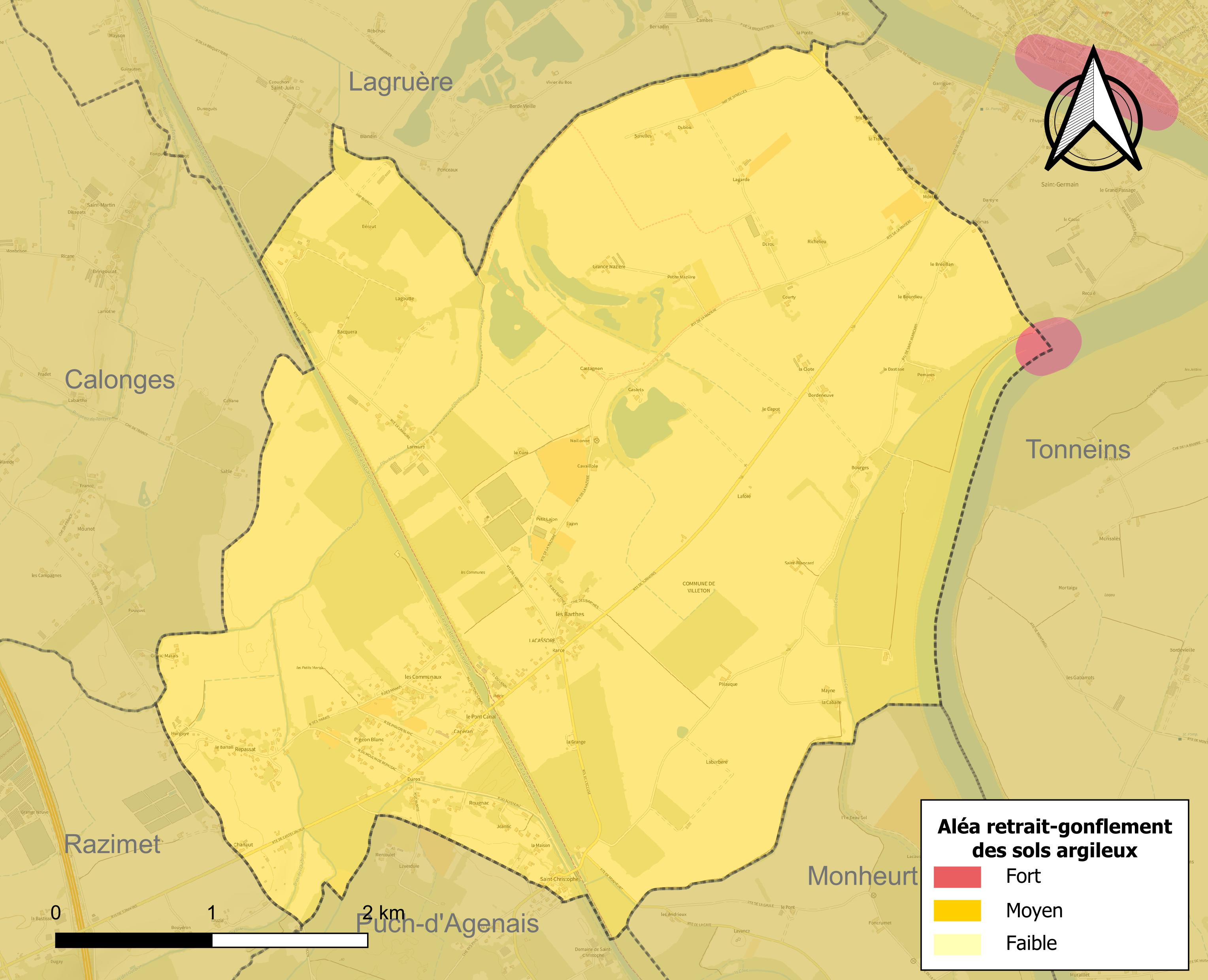
Carte des zones d'aléa retrait-gonflement des sols argileux de Villeton.

Le retrait-gonflement des sols argileux est susceptible d'engendrer des dommages importants aux bâtiments en cas d’alternance de périodes de sécheresse et de pluie. La totalité de la commune est en aléa moyen ou fort (91,8 % au niveau départemental et 48,5 % au niveau national). Depuis le 1er octobre 2020, en application de la loi ELAN, différentes contraintes s'imposent aux vendeurs, maîtres d'ouvrages ou constructeurs de biens situés dans une zone classée en aléa moyen ou fort,.
Concernant les mouvements de terrains, la commune a été reconnue en état de catastrophe naturelle au titre des dommages causés par la sécheresse en 2009 et 2011 et par des mouvements de terrain en 1999.

#### Risque technologique
La commune est en outre située en aval des barrages de Grandval dans le Cantal et de Sarrans en Aveyron, des ouvrages de classe A. À ce titre elle est susceptible d’être touchée par l’onde de submersion consécutive à la rupture de cet ouvrage.

## Politique et administration
| Période                                  | Période   | Identité          | Étiquette | Qualité                      |
| ---------------------------------------- | --------- | ----------------- | --------- | ---------------------------- |
| Les données manquantes sont à compléter. |           |                   |           |                              |
| mars 1977                                | juin 1995 | Noël Lohiac       | PCF       |                              |
| juin 1995                                | mai 2020  | Jean Guiraud      | PCF       | Retraité artisan électricien |
| mai 2020                                 | En cours  | Alain Dalla Maria |           | Retraité de l'industrie      |

## Démographie
L'évolution du nombre d'habitants est connue à travers les recensements de la population effectués dans la commune depuis 1793. Pour les communes de moins de 10 000 habitants, une enquête de recensement portant sur toute la population est réalisée tous les cinq ans, les populations de référence des années intermédiaires étant quant à elles estimées par interpolation ou extrapolation. Pour la commune, le premier recensement exhaustif entrant dans le cadre du nouveau dispositif a été réalisé en 2008.

En 2022, la commune comptait 474 habitants, en évolution de +3,95 % par rapport à 2016 (Lot-et-Garonne : −0,18 %, France hors Mayotte : +2,11 %).
| 1793 | 1800 | 1806 | 1821 | 1831 | 1836 | 1841 | 1846 | 1851 |
| ---- | ---- | ---- | ---- | ---- | ---- | ---- | ---- | ---- |
| 545  | 519  | 678  | 661  | 680  | 677  | 764  | 672  | 657  |

| 1856 | 1861 | 1866 | 1872 | 1876 | 1881 | 1886 | 1891 | 1896 |
| ---- | ---- | ---- | ---- | ---- | ---- | ---- | ---- | ---- |
| 685  | 622  | 633  | 641  | 625  | 567  | 580  | 609  | 611  |

| 1901 | 1906 | 1911 | 1921 | 1926 | 1931 | 1936 | 1946 | 1954 |
| ---- | ---- | ---- | ---- | ---- | ---- | ---- | ---- | ---- |
| 530  | 566  | 543  | 470  | 414  | 423  | 470  | 448  | 507  |

| 1962 | 1968 | 1975 | 1982 | 1990 | 1999 | 2006 | 2008 | 2013 |
| ---- | ---- | ---- | ---- | ---- | ---- | ---- | ---- | ---- |
| 469  | 471  | 426  | 444  | 511  | 519  | 515  | 519  | 475  |

| 2018 | 2022 | - | - | - | - | - | - | - |
| ---- | ---- | - | - | - | - | - | - | - |
| 457  | 474  | - | - | - | - | - | - | - |

## Lieux et monuments
- L’église paroissiale Saint-Christophe, de style néo-gothique, aurait été rénovée vers 1875 tout en conservant son plan en forme croix latine, ses chapelles latérales formant transept, son abside à trois pans, son clocher-mur[29] ; elle se trouve sur la corniche au-dessus du canal, dans le sud de la commune, à proximité de l'écluse no 42 de la Gaule.
- La réserve naturelle nationale de l'étang de la Mazière est située dans le nord-est de la commune[30]. Elle abrite un pigeonnier du XVIIIe siècle qui était précédemment sur la commune de Monheurt et a été restauré et implanté sur la réserve en 2008[31].
- Près de la mairie et de la halte nautique du canal, un « musée de la mémoire paysanne » a été implanté en 2004 par le maire, Jean Guiraud, en hommage au monde rural ; outils, machines anciennes, un séchoir à tabac, un atelier de sabotier, un atelier de fabrication de farine à l’ancienne, un fournil, un four à pain et un jardin potager peuvent être visités[32].

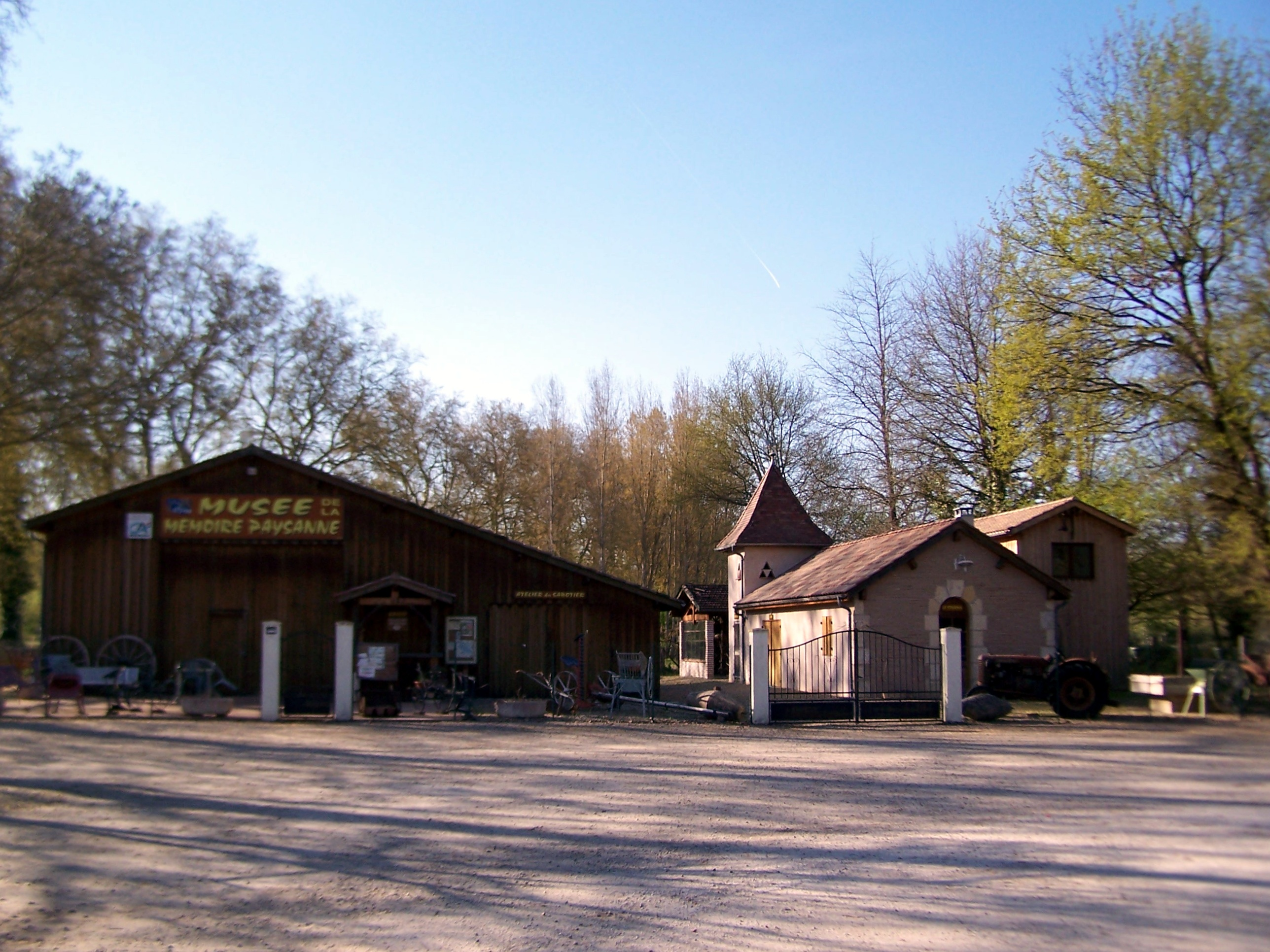
Vue d'ensemble du Musée de la mémoire paysanne.
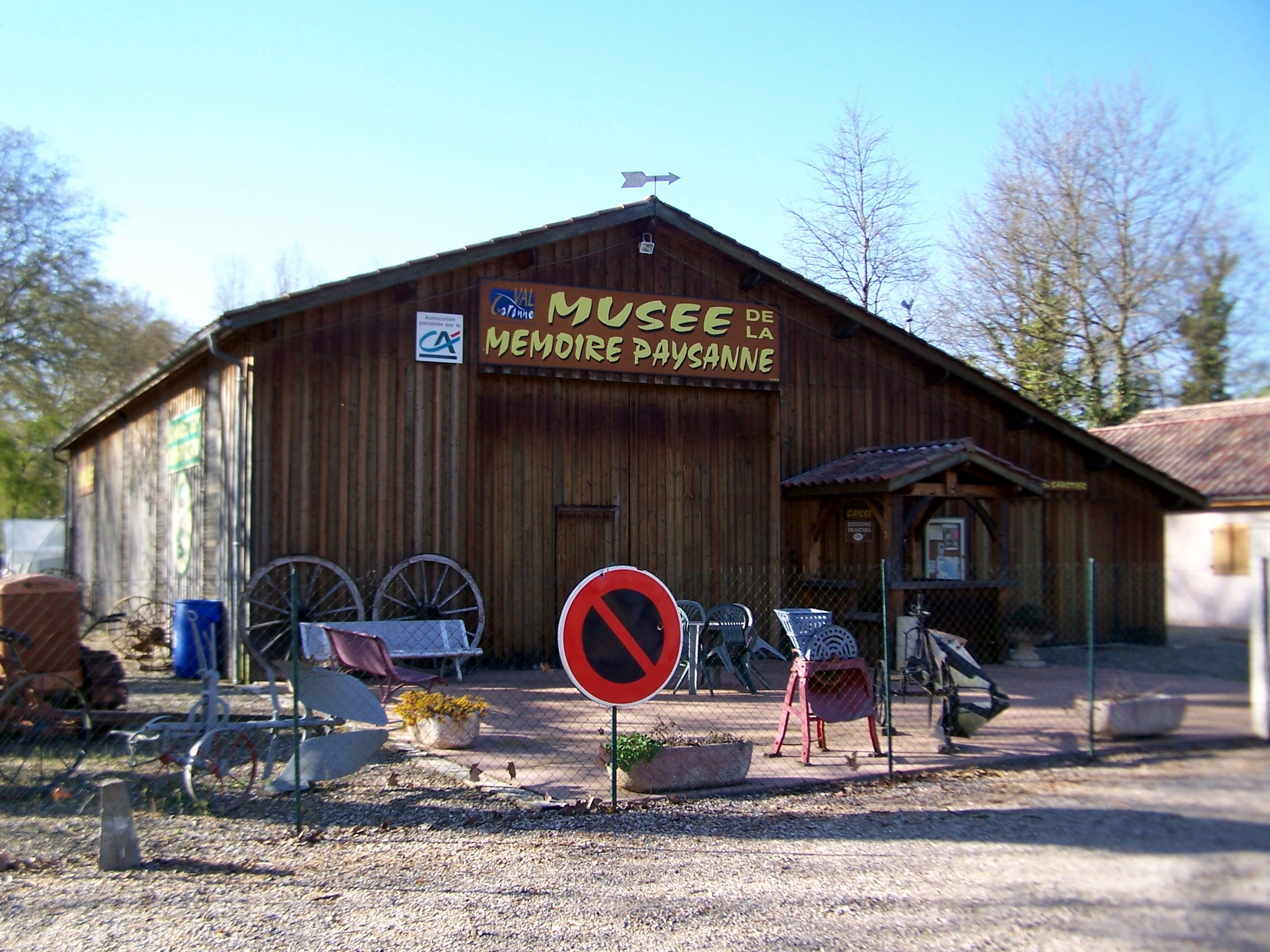
Le hangar du Musée.
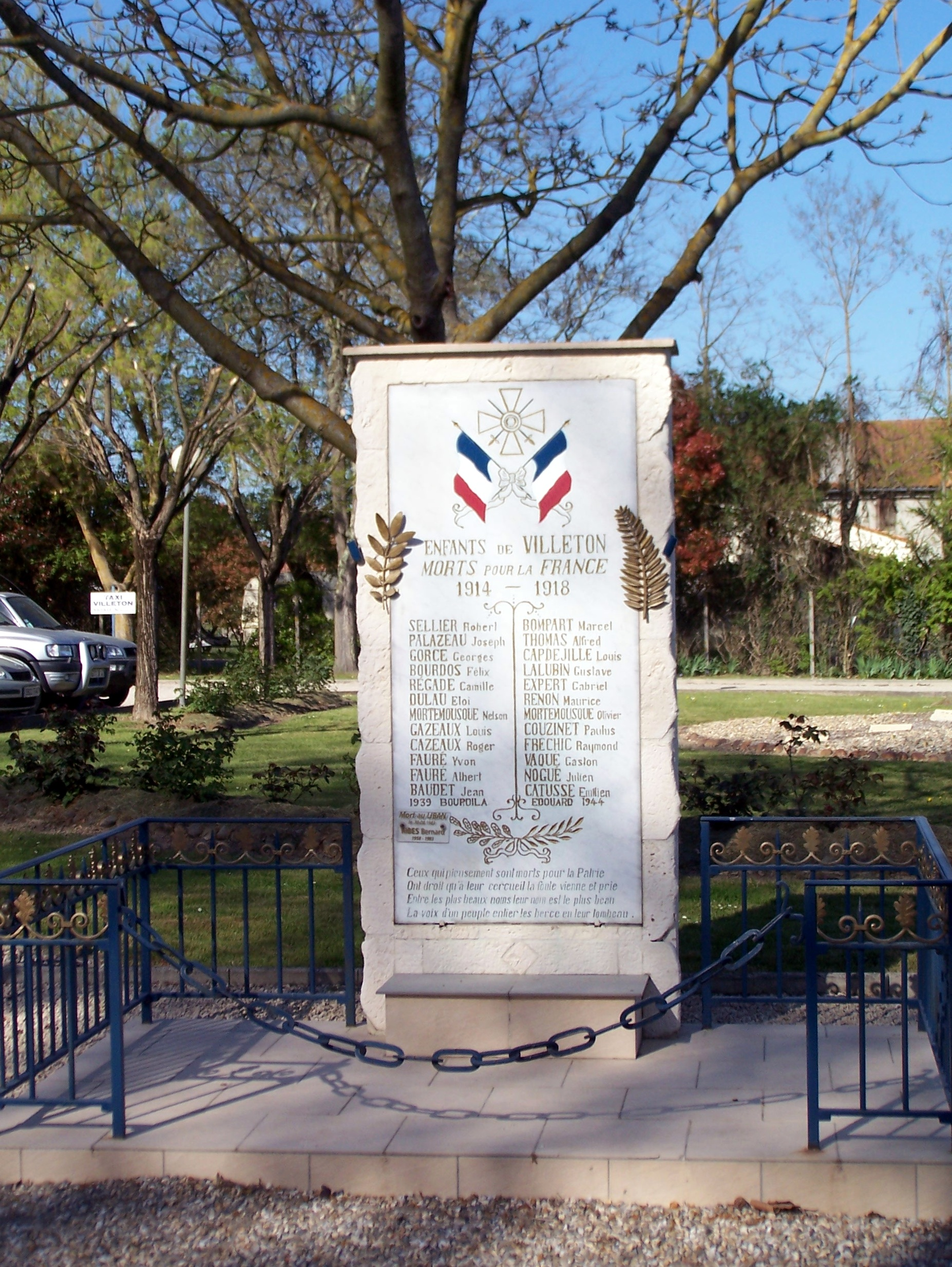
Le monument aux morts près de la mairie.